# Hydroporus submuticus
Hydroporus submuticus is een keversoort uit de familie waterroofkevers (Dytiscidae). De wetenschappelijke naam van de soort is voor het eerst geldig gepubliceerd in 1874 door Carl Gustaf Thomson.